# Districtul Sächsische Schweiz-Osterzgebirge
Sächsische Schweiz-Osterzgebirge (în traducere „Elveția Saxonă-Munții Metaliferi de Răsărit”) este un district rural (Landkreis) din landul Saxonia, Germania. 
A luat ființă în anul 2008 prin fuzionarea districtelor rurale Sächsische Schweiz și Weißeritzkreis.